# Hamburgsund
Hamburgsund est une localité de la commune de Tanum dans le comté de Västra Götaland en Suède.
Sa population était de 714 habitants en 2019.